# ネイチャーポジティブ
ネイチャーポジティブとは、自然生態系の損失を食い止め、回復させていくことを意味する言葉である。生物多様性や自然資本の観点から、社会・経済活動による自然への負の影響を抑え、プラスの影響を与えることを目指す概念である。

## 概要
ネイチャーポジティブは、気候変動における「ネットゼロ（温室効果ガスの排出量から吸収量を引いた数字をゼロにすること。カーボンニュートラルとも呼ばれる）」と同等の目標を生物多様性・自然資本分野において設定するための議論が2019年に開始されたことがきっかけで提唱された言葉である。2021年には、12の民間企業や自然保護団体のCEOが共同で「A Nature-Positive World: The Global Goal for Nature」という文章を公表して、ネイチャーポジティブの達成を目指す必要性について科学的エビデンスをもとに主張した。その後、G7サミットやCBD COP15（第15回生物多様性条約締約国会議）などの国際会議でも国際目標として採用され、2030年までのネイチャーポジティブの達成が生物多様性・自然資本領域の世界共通の目標として浸透しつつある。
ネイチャーポジティブは、SDGs（持続可能な開発目標）の目標14「海の豊かさを守ろう」や目標15「陸の豊かさも守ろう」をはじめとする各目標とも深く関係しており、SDGsの達成のためにも非常に重要だといえる。

## 世界と日本の動向
ネイチャーポジティブは提唱されて日が浅く、明確な定義も定まっていないが、世界ではネイチャーポジティブの達成に向けた議論が進められている。以下、世界および日本のネイチャーポジティブに関する動向を紹介する。

### 世界
世界では、以下のような取り組みが行われている。
- 昆明・モントリオール生物多様性枠組み：生物多様性に関する国際目標を定めた枠組みであり、2022年12月にカナダのモントリオールで開催されたCBD COP15（国連生物多様性条約締約国会議）の最終会合において採択された。ネイチャーポジティブという単語こそ使われなかったものの、2030年までに、これまで減少傾向であった生物多様性の状態を回復軌道に乗せるという実質的なネイチャーポジティブを目指す目標が掲げられている。[1]
- G7 2030年自然協約：2030年自然協約とは、イギリスのコーンウォールで2021年6月に開催されたG7サミットにおいて採択された生物多様性保全のための協約である。この協約では、ネイチャーポジティブの達成を目指すことと、今後10年間で「移行」「投資」「保全」「説明責任」の四つを柱とした行動が盛り込まれている。「移行」については森林や農地などの合法的・持続可能な利用の推進、「投資」については開発やビジネス上の投資の意思決定における自然資本への影響の考慮、「保全」については世界の陸地と海域の30％を保護する30by30（サーティバイサーティ）の達成、「説明責任」についてはこの協約へのコミットや進捗（しんちょく）の定期的なレビューの実施などが記載されている。[2]
- TNFD（自然関連財務情報開示タスクフォース）：TNFD（Taskforce on Nature-related Financial Disclosures：自然関連財務情報開示タスクフォース）は、民間企業に対して自然資本や生物多様性の観点から事業リスクと機会を整理し、その対策を含めて情報開示を求めるイニシアチブである。このイニシアチブは、情報開示によって資金の流れをより自然に配慮したものに誘導し、ビジネスと自然資本の関係を、マイナスの影響を与える関係からプラスの影響を与える関係に転換していくことを目的としている。TNFDのフレームワークでは「ガバナンス」「戦略」「リスク管理」「指標と目標」について開示することが求められており、そのために事業活動の自然資本への影響と依存の両側面を把握することが重要視されている。[3]

### 日本
日本では、以下のような取り組みが行われている。
- ネイチャーポジティブ経済研究会：ネイチャーポジティブ経済研究会とは、環境省が設置したネイチャーポジティブ経済を推進していくための検討の場である。この研究会では、産学官が連携して、自然資本に関する世の中の動きが日本に与える影響や、カーボンニュートラルやサーキュラーエコノミーとの関係、ネイチャーポジティブを踏まえた日本経済・社会のあり方を議論しており、日本としての戦略策定、企業向けの解説資料の作成、取り組みの国際発信などを実施していくことが予定されている。[4]
- 生物多様性国家戦略：環境省は、2012年に作成された第5次生物多様性国家戦略の更新版である次期生物多様性国家戦略の策定作業を2020年から進めている。この戦略では、ネイチャーポジティブに関する基本的な考え方や目標が盛り込まれており、2030年までに陸地と海域の30％以上を保全する30by30やOECM（Other Effective area-based Conservation Measures：その他効果的な地域的保全措置）と呼ばれる民間等による自然保全活動の推進などが掲げられている。[5]
- 30by30アライアンス：30by30アライアンスとは、環境省が設立したネイチャーポジティブ目標達成に向けた有志の企業・自治体・団体の連合である。このアライアンスでは、今後日本として現状の保護地域（陸域約20％、海域約13％）の拡充とともに、民間等によって保全されてきたエリアをOECMとして認定する取り組みを進めることが目標とされており、まずは2023年までに少なくとも100地域以上のOECM認定を行う予定である。[6]